# Кенаса (Рамла)
Кенаса у Рамлі ― караїмська культова споруда у місті Рамла, одна з найбільших кенас в Ізраїлі, а також громадський центр.

## Історія
Ще в XI столітті в Рамлі існувала велика громада караїмів. Перші відомості про неї можна знайти в працях Сахала Бен Мацляха, який розповідає про їхні добрі стосунки з сусідами-євреями-рабинами.
Фундамент кенаси був закладений в серпні 1961 року, будівля була урочисто відкрита в ніч Дня Святої Трійці 1963 року. Кенаса розташована на вулиці Клауснер, 16. Кенаса названа на честь Анана Бен Давида, який вважається одним з основоположників читань. Кенаса була заснована на пожертви членів караїмської громади, а також на кошти муніципалітету Рамла і Міністерства релігій, а також з ініціативи та допомоги президента Держави Ізраїль Іцхака Бен-Цві.
Поряд з головною кенасою знаходиться будівля Heichal Shlomo, названа на честь колишнього головного рабина Шломо Бен Шабтей Ноно. Ця будівля служить верховною радою Всесвітньої асоціації караїмізму, а також тут знаходиться «Інформаційний центр караїмізму», відкритий для відвідувачів. Крім того, в будівлі є зала для заходів та конференцій, кухня, навчальний центр, бібліотека, кабінети голови суду і кабінет головного караїмського рабина.
Проводяться щоденні молитви (вранці та ввечері), богослужіння в суботу та молитви та свята Рош Ходеш. Урок Тори проводиться раз на тиждень на тижневій частині Тори та Халачот. Кожного Рош Ходеша проводиться святкова молитва та спільна зустріч для всіх членів громади, що супроводжується легкими закусками та співом, з метою зміцнення громади.